# OtherView
OtherView, es un grupo musical, griego.

## Biografía

### 2009: Sus inicios y salto a la fama
OtherView, hizo su primera aparición en 2009, cuando una canción de ellos, nueva versión de «You Are Here», fue lanzado como un sencillo y video digital y fue incluido en la reedición del álbum 7, de Michael Chatzigianni. Esta nueva versión, además de apariciones en la escena de «Rex» de Chatzigianni, abrieron las puertas del éxito para OtherView. 

### 2010-presente
En 2010, OtherView lanzó cuatro sencillos y dos remixes. A principios del año 2010, lanzaron su segundo sencillo oficial, titulado «La Luna», una versión de los grandes éxitos de Belinda Carlisle, y fue precedido por «Hasta luego».
En septiembre del mismo año, sale a la luz, su tercer sencillo, llamado «Κάνε με», que está incluido en su álbum debut, titulado «So Long», lanzado en diciembre de 2010 por la discográfica Sony Music. El álbum incluye seis canciones en inglés y cuatro en griego, con colaboraciones exclusivas de Vegas, Marcos F. Angelo y Davide Rivaz.
En marzo de 2011, OtherView lanzó su cuarto sencillo titulado, «RunAway»; luego, el trío lanzó el «I'm The One», en colaboración con Mark F. Angelo. La canción rápidamente se metió en el top 10 Airplay Radio de Grecia y se convirtió en el gran éxito del verano, especialmente después de la presentación en vivo de OtherView en los premios The Mad Video Music Awards.
El 4 de julio de 2013, crean otra canción, titulada «People (Feel the Love)», en colaboración con el cantante, Chris Willis, conocido por participar en varias canciones del disc jockey francés, David Guetta.

## Miembros
Formación actual
- Elena Tsagrinou – Voces (2013–presente)
- Dimitris Issaris – Músico, productor (2009–presente)
- Vasilis Koumentakos – DJ, productor (2009–presente)

Exmiembros
- Crystalla Riga – Voces (2010–2012)

## Discografía

### Álbumes de estudio
- 2010: So Long

### Sencillos
- «La Luna»
- «Hasta Luego»
- «Κάνε με»
- «RunAway»
- «I'm The One»
- «See You Again»
- «Κράτα με σφιχτά»
- «People (Feel the Love)» (con Chris Willis)
- «What You Want»